# Hanoi community college
 (mai 2014).
Le Hanoi community college (en vietnamien : Trường Cao đẳng Cộng đồng Hà Nội) est une école  publique d'enseignement professionnel située dans le district de Cau Giay à Hanoï au Viêt Nam.
Créé le 19 décembre 2005 sur décision du Ministère de l'éducation et de la formation du Viêt Nam, le Hanoi community college dépend du Comité populaire de Hanoï.

## Description
L’établissement est issu de l’école de génie civil de Hanoi établie en 1987 par la fusion de 4 écoles professionnelles du bâtiment. Jusqu'en 2012, en tant que College l'école propose des filières secondaires processionnelles et universitaires en deux ans.
En 2012, le Community College deviendra une université ce qui lui permettra de proposer des filières universitaire de plus longues. 
En 2012, le accueillera entre 7000 et 8000 étudiants.

## Facultés

### Faculté de Comptabilité
Les programmes sont les suivants:
- Comptabilité générale (2 ans)
- Comptabilité et Finance (3 ans)
- Comptabilité et Finance (18 ans)
- Comptabilité d’affaires (3 ans)

### Faculté de génie électrique et d'informatique
Les programmes sont les suivants: 

#### Filières universitaires
- Gestion des systèmes d'information (3 ans)
- Génie électrique (3 ans)
- Informatique appliquée (3 ans)
- Réseaux et télécommunications (3 ans)
- Automatique (3 ans)

#### Filières universitaires professionnelles
- Réseaux informatiques (3 ans)
- Génie électrique (3 ans)
- Informatique professionnelle (2 ans)

#### Filières secondaires professionnelles
- Systèmes informatiques spécifiques (2 ans)
- Génie électrique industriel et grand public (2 years)

#### Filières de transition du secondaire professionnel à l'universitaire
- Génie électrique industriel et grand public (1,5 an)
- Informatique (1,5 an)